# بالتو (فیلم)
بالتو (انگلیسی: Balto) یک فیلم به کارگردانی سایمون ولز است که در سال ۱۹۹۵ منتشر شد.

## خلاصه داستان
«بالتو» سگی دورگه فرصت تبدیل شدن به قهرمان در زمستان سال ۱۹۲۵، جائی که شیوع دیفتری کدکان آلاسکا را تهدید می‌کند. او گروهی سگ را در سفری به طول ۶۰۰ مایل در آلاسکا رهبری می‌کند تا تجهیزات پزشکی را به مقصد خود برسانند…

## بازیگران
- کوین بیکن
- باب هاسکینز
- بریجیت فوندا
- جیم کامینگز
- فیل کالینز
- میریام مارگولیس
- مایکل جی. شنون
- بیل بـِیلی